# Montuïri
Montuïri és una vila i municipi de Mallorca situat a la comarca del Pla de Mallorca. El municipi forma part de la Mancomunitat Pla de Mallorca i té fita amb els termes d'Algaida, Llucmajor, Porreres, Sant Joan de Sineu i Lloret de Vistalegre. El nucli urbà està situat a la carretera Palma-Manacor Ma-15 (antiga C-715), que és l'eix que vertebra la comunicació amb la capital de l'illa i Manacor (cap del partit judicial).

## Etimologia
Antoni Maria Alcover proposa com a origen la unió del llatí mōnte i del basc iri ‘poble’ el que voldria dir "muntanya del poble". Joan Coromines es va inclinar per una etimologia derivada de Promontorium. En canvi, segons Joan Miralles i Montserrat, provendria d'un hipotètic Montuarium.

## Símbols

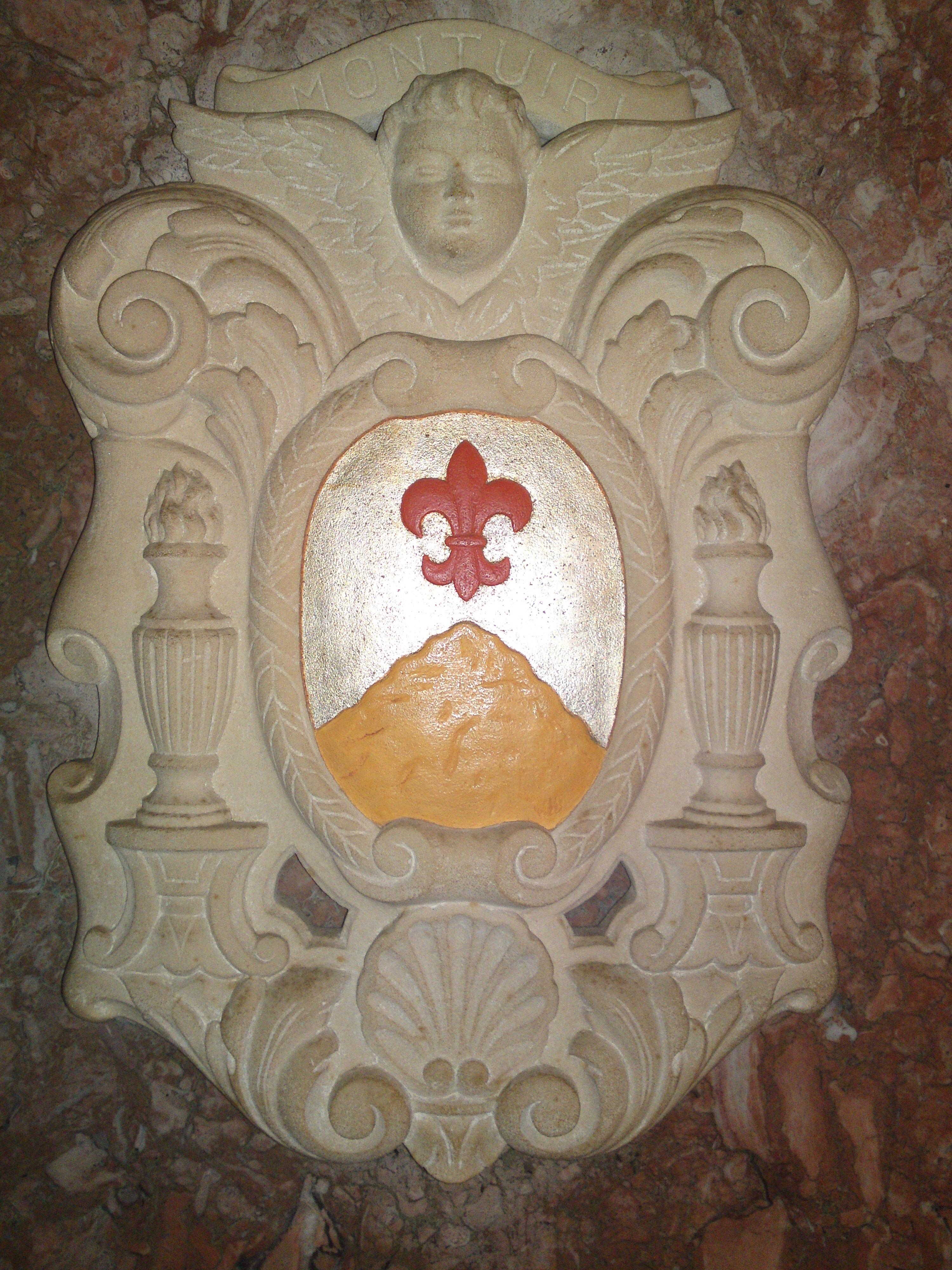
Escut de Montuïri al santuari de Lluc (Mallorca)

L'escut de Montuïri és el símbol oficial que representa el poble i l'ajuntament. A l'escut, s'hi representa una muntanya pedregosa coronada amb una flor de lis vermella amb fons blau. L'origen de l'escut es trobaria en una etimologia tradicional i errònia de Montuïri (Mont-lliri) i, per tant, es tractaria d'un tipus parlant. A les versions més antigues de l'escut apareixen ones a la falda de la muntanya. Aquest element es relacionaria amb la tradició que la vila de Montuïri es trobava rodejada d'aiguamolls. Alguns exemples d'aquesta versió es troben en documents de l'arxiu municipal. També forma part de la bandera de Montuïri, la quadribarrada amb l'escut superposat al centre.

## Geografia

### El terreny
El terme de Montuïri representa molt bé quin és el típic paisatge del Pla de Mallorca. La seva contrada és plena de turonets i petites depressions que donen una sensació d'alts i baixos. En la geografia física poden distingir dues zones diferenciades:
La primera ocupa les terres del nord i oest del terme. Les elevacions alineades de l'extrem nord que formen la Serra des Fonoi, inclouen els turons del puig Moltó, seguint per les possessions de Son Company, Sabor i Son Toni Coll i continuant finalment dins el terme municipal de Lloret de Vistalegre. A la zona oest del terme, des de la vila fins al terme de Sant Joan, hi ha una sèrie d'elevacions formades pel Puig de Sant Miquel (239 m) i terrenys irregulars (Ses Rotes, Son Comelles, ses Rotes de Son Comelles, es Coll de Sa Grava).
L'altra zona (centre, sud-oest i est) està composta per tres parts. La primera són les planes que envolten la vila, són més accidentades per la banda del nord (Son Manera i sa Torre) i per altra banda les terres són més depressionàries al sud del poble (Son Vanrell, So na Moiana, Son Ripoll i Son Mut), sembla que moltes d'aquests terrenys en un passat remot s'omplien durant alguns períodes d'aigua i fins i tot pot ser que fossin aiguamolls. Ben al mig del terme hi trobam la vila de Montuïri, construïda sobre un pujol que arriba als 170 m a ses Tres Creus. Finalment, a l'extrem sud del terme a tocar amb el terme de Llucmajor, el terrenys s'alça (Son Palou i Alcoraia) fins al Puig de ses Tres Fites (342 m), aquesta banda del sud elevada és un dels extrems del Massís de Randa situat ja dins els termes d'Algaida i Llucmajor.

### Hidrosfera i biosfera
El terme de Montuïri és actualment sec, malgrat en temps passats les planes que envolten el poble eren zones humides. En els nostres dies aquests terrenys sols s'omplen d'aigua en moments de grans pluges, el drenatge es fa a través de diverses síquies que porten l'aigua al torrent de Pina. Aquest és l'únic curs irregular d'aigua important que travessa el terme, ho fa per la zona de ponent del terme; neix a la possessió d'Alcoraia, passa vora el poble per s'Hort d'es Pont i entra al terme d'Algaida pels Son Vanrells.
La flora montuïrera respon al clima mediterrani llevantí de les Illes Balears. Al terme hi ha una vertadera mancança de grans extensions de boscs mediterranis (formats per pins i algunes alzines, a més d'arbusts i herbes), sols trobam "garrigues" (boscos, en català de Mallorca) a la falca Es Rafal-Sa Mudaina, l'accidentat terreny de Ses Rotes i finalment la zona de sa Font Bosseta. Les terres se solen conrear amb espècies de la trilogia mediterrània (sobretot els cereals) i els ametllers que substituïren a la vinya després de la plaga de fil·loxera del segle xix, a un segon lloc podem trobar figueres, albercoquers i alguns arbres fruiters regats de manera artificial.
De la fauna hem de fer dues grans agrupacions: les aus i els mamífers. Les aus que habiten el terme són compartides a la comarca, per exemple el teuladers, les oronelles, les perdius, el verderols, els rupits, les merles i com a aus migratòries els tords. Els mamífers són generalment petits com el conills, les genetes, el mostel i altres espècies, sobretot rosegadors.

### Activitats econòmiques
Montuïri tradicionalment havia estat fins als anys 60 del segle xx un poble agrícola-cerealístic. La majoria de la població treballava al sector primari i les altres activitats sempre anaven a remolc de l'agricultura.
A partir de l'explosió turística a Mallorca, el camp s'abandonà, la població va anant disminuint i la majoria dels ocupats ho estaven al sector serveis.
Actualment la majoria de la població montuïrera treballa a Palma o Manacor. Malgrat això han sorgit a l'entorn de la vila algunes empreses de materials de construcció, embotits, escumadora, etc. Cal destacar la gran oferta de restaurants i bars que ofereix el poble. A més d'això hi ha alguns comerços, dos hotels rurals i diversos agroturismes, com l'hotel rural de Son Manera, propietat de Vicente Grande, una finca de 7 hectàrees amb 25 habitacions.

## Història

### Prehistòria i Edat Antiga
El jaciment de població humana més antic que s'ha trobat al terme és el poblat talaiòtic de Son Fornés. Hi ha evidències que demostren que el poblat fou habitat des del 900 aC.
Segons les zones excavades se sap que ben entrat el període talaiòtic (s. VII-VI) al poblat hi havia almenys 3 talaiots (un és el més gran de Mallorca), sis habitatgesi una murada. Aquestes construccions utilitzades en aquest període semblen haver-se construït cent anys abans. La societat no sembla que tingués una jerarquia molt establerta. Pareix que la comunitat participava en les tasques de construcció d'obres públiques (talaiots), ja que en aquests llocs es realitzava el repartiment de la carn. L'economia talaiòtica de Son Fornés era eminentment de subsistència, fonamentada en la ramaderia i que es complementava amb recol·lecció o amb intents de sembra de cereals. L'especialització en la producció no existia, cada unitat familiar era independent i autosuficient.
Després d'un horitzó de destrucció arreu de les illes, va arribar un poble nou: el post-talaiòtic. D'aquesta presència a Son Fornés s'han excavat (s. V-II) quatre cases. En aquest període es produí un canvi radical en la societat i l'economia. S'establí una organització i aparegué la propietat privada. Hi ha proves de l'existència d'una classe dominant que tenia com a símbols el bou i la violència. Aquesta transformació s'emmarca dins el període convuls que visqué la Mediterrània i el triomf de Roma. Els mítics foners balears participaren en diverses campanyes de la guerra entre Roma i Cartago. L'economia post-talaiòtica es diferencia de l'anterior per la diversificació de la ramaderia (ovelles, cabres, porcs i vaques) i l'augment de la importància dels cereals (blat i civada).
Al segle iii un nou horitzó de destrucció provocat pels incendis destruïx Son Fornés. El contactes Mallorca-Cartago portaren a la conquesta romana de l'illa (123 aC Quint Cecili Metel Baleàric, després anomenat "el balear") després de la derrota cartaginesa. Amb l'entrada al món romà el poblar assoleix la plenitud urbanística, es produeix una onada de noves construccions (vuit excavades). Als voltants del segle ii el poblat disposa de carrers i abocadors, les noves construccions podien ser tallers o magatzems. Després de la fundació romana de Pollença (Pol·lentia) i Palma, que monopolitzen l'activitat a l'illa, el poblat perd importància i fins i tot apareixen problemes d'abastiment.
La inclusió de les illes a les rutes comercials clàssiques comporta una sèrie de canvis: arriben productes nous de les penínsules ibèrica i itàlica, s'introdueix la moneda i noves aportacions tecnològiques (molí de rotació i eines de ferro). Al s. I Son Fornés pateix una greu crisi demogràfica que el portarà quasi al despoblament durant tres segles. Sembla que les diverses comunitats indígenes del terme (Son Fornés, es Velar de sa Torre, Sabó i Mianes) s'agregaren al poblat de Montuïri (possible Montuarium, "monticle", en una etimologia no confirmada).

### Edat mitjana
De l'alta edat mitjana hi ha molt poques restes del terme. Només a Son Fornés s'han trobat àmfores procedents del Magrib i de la Mediterrània oriental. Sembla lògic per les breus conquestes del germànics vàndals o de l'Imperi Romà d'Orient.
L'any 903, després d'algunes incursions musulmanes l'arxipèlag passa a formar part de l'emirat de Còrdova com a les Illes orientals d'al-Andalus. L'estructura social musulmana es basava en el clan familiar, la vida es ruralitza menys a la capital Madina Mayurqa (la Palma romana). El territori es divideix en districtes, l'actual Montuïri es trobava dins el districte de Muntuy (també englobava Algaida i Llucmajor). El món rural musulmà es distribuïa en alqueries (al-qarya) i rafals (rahl), aquesta presència ha quedat en alguns topònims: Alcoraia (al-quráy'a), Sabor (xa¯bu¯r), es Rafal (rahl) o sa Mudaina (mudayna). Aquesta ruralització però no feu desaparèixer el nucli urbà de Montuïri, fins i tot hi ha rastres d'un mur de defensa i una mesquita a la zona de ses Treus Creus i es Pujol (la part més elevada del poble). D'aquesta època són les primeres arribades d'esclaus negres o d'ètnia eslava i el primers senyals de presència jueva a la vila que sembla que vivien tots al carrer Major actual. La producció de les alqueries es basava sobretot cereals, vinyes, oliveres i arbres fruiters. Per aquest tipus de conreu es necessita un sistema de reg molt desenvolupat com ho eren les sínies (espargides per tot el terme) i els qanawât (sa Mudaina).
Al 31 de desembre del 1229 les tropes del rei Jaume I el Conqueridor entren a Madina Mayurqa. Les contrades de Montuïri varen ser les primeres que conqueriren, després de la capital, juntament amb quasi tot el Pla, Migjorn, Llevant i Nord-est de Mallorca (entre el 31 de desembre de 1229 i el 30 d'octubre de 1230). Segons el Llibre del Repartiment, Montuïri romangué a la part reial i en foren grans beneficiaris la comunitat jueva que participà econòmicament a la conquesta. El rei al mateix temps repartí la seva part, a Montuïri l'alqueria d'Azment Aben Munahal va ser donada a Bernat de Santa Eugènia (lloctinent del monarca) que a la vegada la va vendre a Bernat de Sabadell; Jaume I cedí el Rafal Algar a Berenguer Company i l'alqueria de Sabor a Pere de Vic; Bernat de Granada rep per donació reial l'alqueria de Beiaziza (que tenia en alou del rei) i el 1233 l'estableix a Joan de Caldes; finalment Guillem de Montcada donà l'alqueria de Beniacop que havia rebut del rei. Al 12 d'abril de 1248 el Papa Innocenci IV amb una butlla va reconèixer la parròquia de Santa Maria i Sant Pere de Montuïri (probablement estava situada sobre l'antiga mesquita a la part més elevada de la vila). Segons estudis onomàstics el nous pobladors de Montuïri eren catalans provinents de les comarques de Girona, Barcelona, Tarragona i el Rosselló; també està documentada l'antiga comunitat jueva que segueixen visquent al mateix lloc, exercint les professions de prestador, sastre o mercer. El 1300 amb les ordinacions de Jaume II de Mallorca la vila aconseguí l'entitat de pobla reial, a partir d'aquest moment la població s'expandeix falda avall del turó, es construeix la Casa de la Vila on es reunien el jurats i una primera església parroquial gòtica al lloc actual. La població el 1300 variava entre 500 i 600 h i arribà al voltant dels 700 a mitjans de segle, malgrat això posteriorment baixà per la pesta negra.

### Restauració i dictadura de Primo de Rivera
La Restauració d'Alfons XII (1874) no suposà un canvi brusc en la política municipal, ja que el batlle continuà essent el mateix, el metge Bartomeu Ferrando Manera (1830-1894) elegit el 1872 en temps d'Amadeu I. Aquest personatge, relacionat amb el Partit Liberal, exercia com a cacic del poble; prova d'això és que fou batlle fins al 1887. En aquest any les forces conservadores, pareix que fins aleshores fragmentades, s'uniren i es feren amb la batalla en la figura del també metge Joan Veger Ribes (1862-1921). El govern conservador patí, però, el boicot dels regidors liberals i fins i tot la inhabilitació judicial del batlle que fou substituït de forma interina per Miquel Ribes Antinch i el ja esmentat Bartomeu Ferrando fins que pogué tornar a exercir ja a 1893.
Els darrers anys del segle xix i els primers del XX varen ser protagonitzats per consistoris del Partit Conservador encapçalat per Joan Verger Ribes i Joan Baptista Aloi Miralles. La situació política arriba a nivells importants d'enfrontaments entre liberals i conservadors com exemplifiquen la divisió de la banda de música en dos, bregues als carrers o la publicació de fulletons polítics.
Al mateix temps (1906-07 i 1909-16) els liberals tornen al govern amb Joan Ferrando Obrador com a batlle (fill de l'anterior batlle Ferrando Manera).
La dècada del 1910, sobretot la segona meitat, estaria marcada per una certa calma afavorida pel turisme municipal entre liberals i conservadors idóneos, a causa de la separació d'aquest darrers dels mauristes que restaren fora de l'ajuntament.

### Segona República i Guerra Civil
Montuïri va ser un dels pocs pobles de Mallorca que varen vèncer les candidatures republicanes a les eleccions del 1931. El batle republicà Joan Mas i Verd juntament amb l'equip de govern a l'Ajuntament varen dur a terme una sèrie d'iniciatives que han arribat als nostres dies. La construcció de l'equip escolar (conegut popularment com ses Escoles) es va dur a terme durant aquesta època i després de llarga polèmica i un referèndum on s'aprovà el projecte, la reforma del cementiri també és obra de l'ajuntament republicà. D'aquesta època d'estaca el gran clima d'enfrontament entre les dretes i les esquerres sobretot per temes com l'anticlericalisme o la lluita contra els cacics (l'enfrontament es veia agreujat per tradicional radicalisme polític de les postures a Montuïri).
Tot just després de l'alçament del general Franco, que a les Balears es va produir dia 19 de juliol del 1936, varen començar les represàlies contra els simpatitzants de la causa republicana, aquesta es va radicalitzar arran del desembarcament del capità Bayo i tropes de la Generalitat de Catalunya a Porto Cristo. El batle, alguns regidors i altres simpatitzants varen ser afusellats per les partides de falangistes. Al front de guerra també hi varen participar molts de joves montuïrers molts dels quals moriren en l'enfrontament.

## Política
L'ajuntament és governat per Paula Maria Amengual Nicolau, de Més per Mallorca, des de 2023.
| Candidatura | Candidatura                                  | Cap de llista                | Vots  | Regidors | % vots |
| ----------- | -------------------------------------------- | ---------------------------- | ----- | -------- | ------ |
|             | Partit Popular de Balears                    | Maria Elena Jaume            | 687   | 5        |        |
|             | Més per Mallorca                             | Paula Maria Amengual Nicolau | 582   | 4        |        |
|             | Partit dels Socialistes de les Illes Balears | Toni Miralles                | 319   | 2        |        |
|             | Vot en blanc                                 |                              | 29    | -        |        |
| Total       | Total                                        | 1.617                        | 1.617 | 11       |        |

Natural de Montuïri és l'ex-militant de Terra Lliure, Macià Manera.

## Cultura
Al poble existeix el Museu Arqueològic de Son Fornés situat al molí des Fraret. Cada mes es publica la revista d'informació local Bona Pau amb seixanta anys d'història. A l'espai cultural Cas Retratista s'hi celebren concerts i altres activitats culturals com exposicions d'art o presentacions de llibres de manera setmanal. També existeix una delegació local de l'Obra Cultural Balear. Destaca la Banda de música de Montuïri amb diferents actuacions durant l'any. Al poble hi ha una coral, la Coral Mont-Lliri.

## Festes

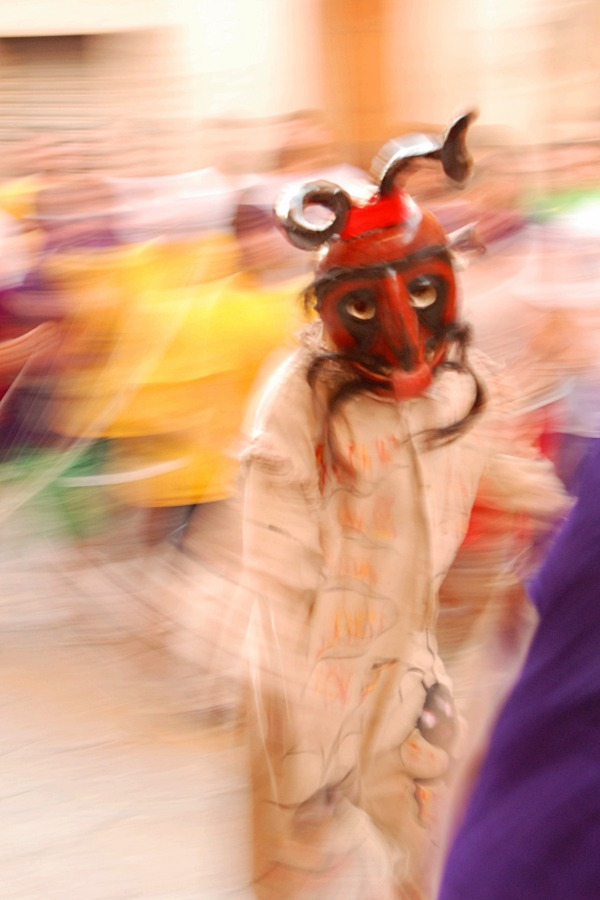
En Banya Verda. Dimoni a les festes de Sant Bartomeu.

Les festes patronals són per sant Bartomeu (24 d'agost) amb el tradicional ball dels cossiers. La segona data festiva és el Puig quan el poble celebra una pancaritat la tercera festa de Pasqua al Puig de Sant Miquel i presideix la festa el batle del Puig.
També hi ha celebracions per Sant Antoni i la Mare de Déu d'Agost.
La Fira de sa Perdiu es realitza el primer diumenge de desembre, inclou un concurs de perdius de reclam i una mostra de diversos productes.

## Himne
L'himne instrumental aprovat per l'ajuntament de Montuïri són dos fragments de la peça Flor de Murta. Flor de Murta fou realitzada, a la segona meitat del segle xix, per Antoni Noguera i Balaguer, sobre algunes de les melodies d'autor desconegut de les danses dels Cossiers de Montuïri. La Banda de música de Montuïri toca l'himne des de l'any 1987. Fa pocs anys Pere Orpí Ferrer va escriure una lletra que, malgrat no ha estat aprovada oficialment, ja ha estat interpretada en diverses ocasions. La Coral Mont-Lliri, de Montuïri, gravà l'himne en el seu disc Sentiments d'un poble, l'any 2005, en el que fou cantat amb la lletra de Pere Orpí Ferrer, acompanyat d'uns teclats que realitzaren una adaptació de l'acompanyament harmònic.

## Clima
Degut al fet que es troba a l'interior de l'illa, Montuïri registra temperatures més altes a l'estiu i més baixes a l'hivern en comparació a les localitats costeres, on la humitat afecta més a la temperatura.

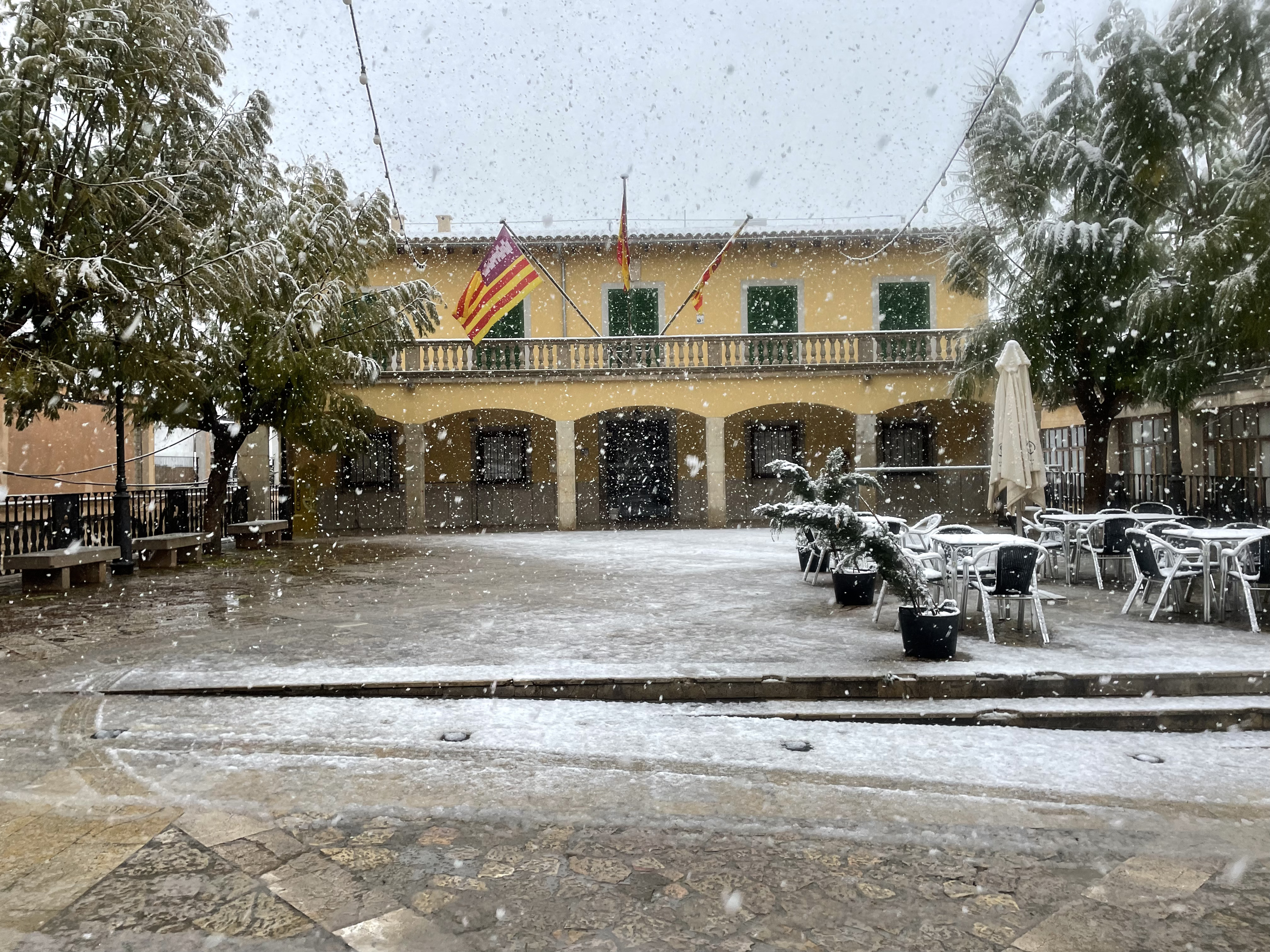
Plaça Major de Montuïri nevada durant l'onada de fred de febrer de 2023

## Llocs d'interès

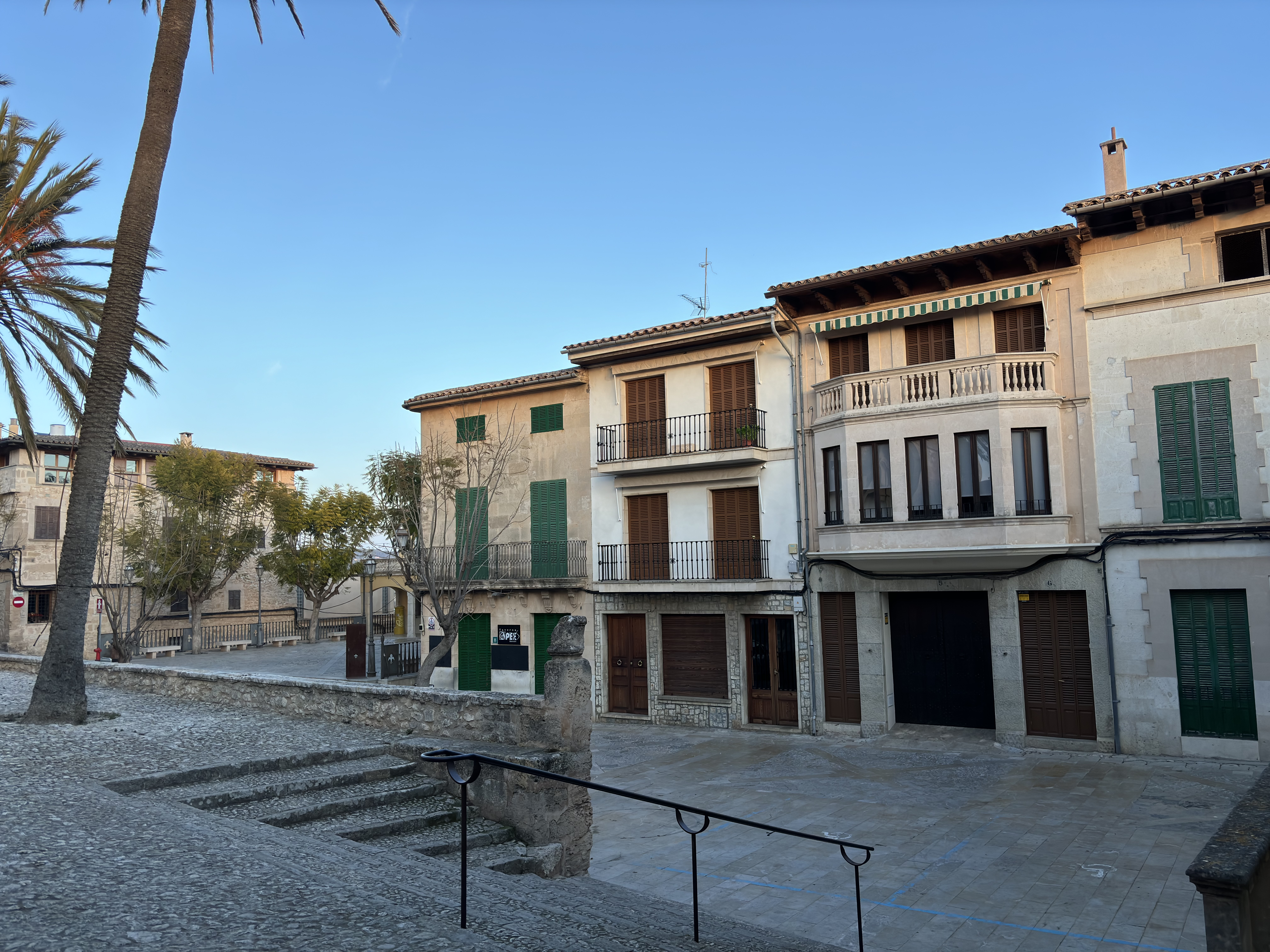
Centre históric de Montuïri

Els llocs d'interés més importants són la Plaça Major, la Plaça Vella, el Mirador del Molinar, el poblat talaiaòtic de Son Fornés i les diferents creus que hi ha situades al poble.
- Església de Sant Bartomeu
- Oratori de la Mare de Déu de la Bona Pau
- Jaciment arqueològic de Son Fornés